# Henning (Illinois)
Henning – wieś w Stanach Zjednoczonych, w stanie Illinois, w hrabstwie Vermilion.